# Paris Air Show
Paris Air Show este o expoziție comercială și aeriana care se desfășoară în ani impari pe aeroportul Paris-Le Bourget din Franța. Organizat de principalul organism reprezentativ al industriei aerospațiale franceze, Groupement des Industries Françaises Aéronautiques et Spatiales (GIFAS), este cel mai mare eveniment de expoziție aeriană și a industriei aerospațiale din lume, măsurat prin numărul de expozanți și dimensiunea spațiului expozițional, urmat de, urmat de spațiu expozițional, urmat de spațiu expozițional, urmat de Farnborough Air Show din Marea Britanie, Dubai Air Show și Singapore Airshow.